# Ichneumon dimidiator
Ichneumon dimidiator är en stekelart som beskrevs av Fabricius 1781. Ichneumon dimidiator ingår i släktet Ichneumon och familjen brokparasitsteklar. Inga underarter finns listade i Catalogue of Life.